# こども食堂にて
こども食堂にて（こどもしょくどうにて）は、2018年に公開された日本映画である。

## 登場人物
- 滝本 千晶（演 - 本下はの） - 児童福祉司を目指す大学生。高校生の頃に父親が愛人をつくり、母親から暴力をふるわれて子どもシェルターに避難した過去を持つ。その経緯は、前作『わたし、生きてていいのかな』で描かれている。
- 根本 聡子（演 - 平田友子） - 寺の書院で週1回開かれる子ども食堂の主。
- 聡子の母（演 - 五大路子）
- 幸多（演 - 大地伸永） - 子ども食堂を利用する男子高校生。里親と暮らしている。
- 幸多の里親（演 - 高橋万里子）
- 幸多の実母（演 - 北原佐和子） - 幸多が幼いころ、父親からの暴力から守るため罪を犯し、服役する。
- ちぐさ（演 - 愛羅） - 子ども食堂を利用する女子小学生。顔の絆創膏や、腕には痣があり、虐待を受けているのではないかと千晶は心配する。
- 山本 緑（演 - 百山月花） - 児童館勤務。ちぐさの言動や腕の痣を気にして、こども食堂へ連れて行く。
- アクセサリーショップ店員（演 - 川上麻衣子） - 子ども食堂近くのアクセサリーショップでスウェーデングラスに触れることで、千晶は安らぎを得る。
- 魚屋（演 - 柴田理恵）

## あらすじ
都内の寺で、火曜日の夜に開かれる子ども食堂。夜間の大学で児童福祉を学ぶ千晶は、聡子が運営する子ども食堂を手伝うことになる。腕に痣のある小学生や、障害を持つ息子にいら立つシングルマザーなど様々な境遇の人に出会い、自分に何ができるか苦悩する。
ある日、里親と暮らす男子高校生の幸多が、自身のブログに実母のものと思われる書き込みを見つけ、千晶に相談を持ちかける。

## 制作
企業映像の演出などを行っていた佐野翔音は、2016年に児童虐待をテーマにした映画『わたし、生きてていいのかな』で監督デビュー。同作の上映会で、子ども食堂の主催者と出会い、その活動に惹かれ映画の制作を決定した。制作費にはクラウドファンディングのほか、キリン福祉財団からの助成も受けた。俳優仲間に協力を求めたところ、女優の北原佐和子、平田友子らが出演を快諾。川上麻衣子・柴田理恵が特別出演、五大路子は友情出演している。本作の重要なテーマの一つとして里親制度があり、全国里親会が後援している。
撮影は、東上野の成就院や鳥越のおかず横丁をはじめ、東京都台東区を中心に行われた。
2018年9月29日よりアップリンク渋谷と横浜シネマリン、10月6日より大阪・十三のシアターセブンで上映されている。

## キャスティング
office夢九